# Halový pětiboj

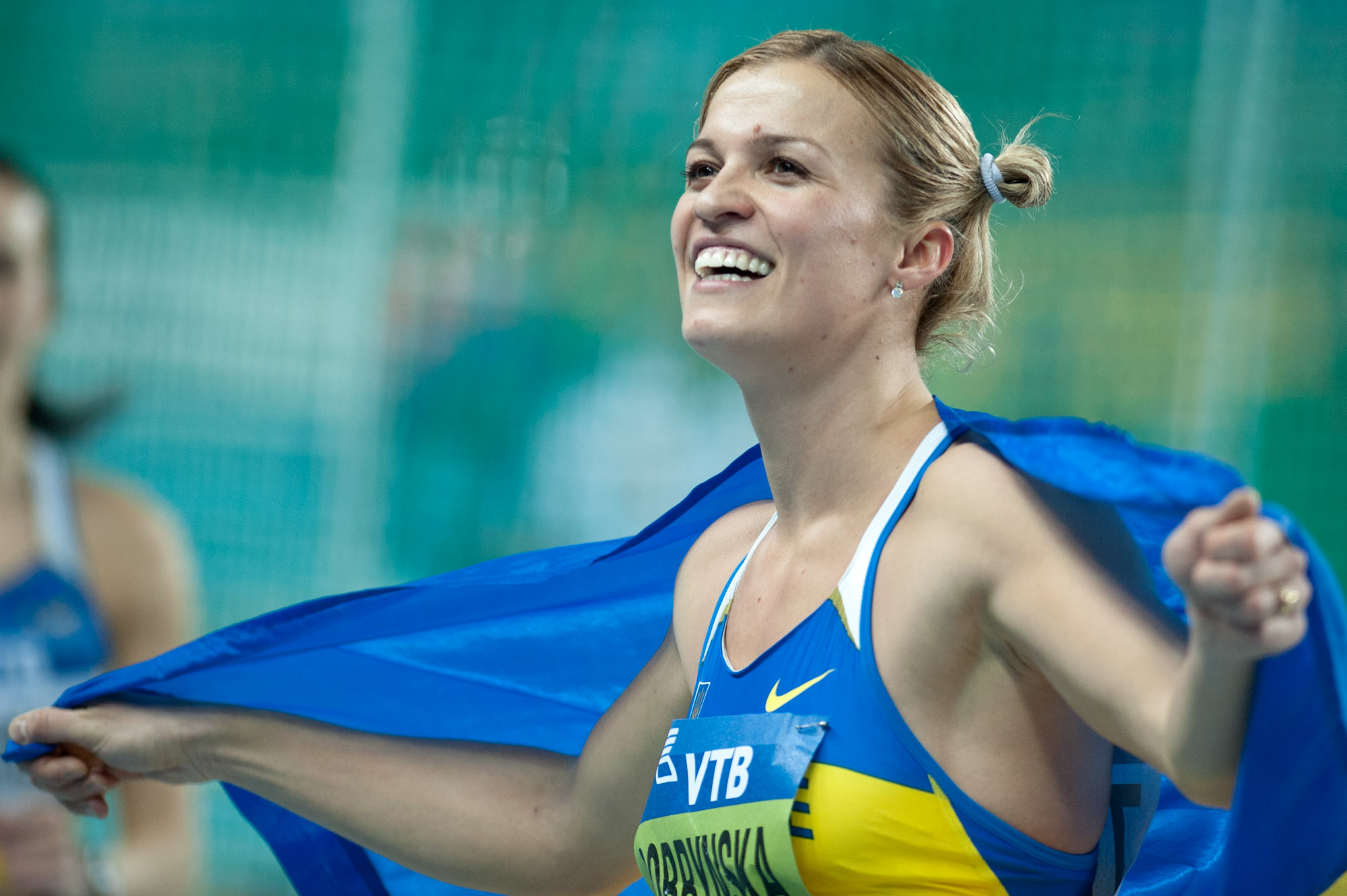
Natalija Dobrynská oslavující své vítězství a světový rekord v halovém pětiboji na HMS 2012 v Istanbulu

Halový pětiboj je ženská halová lehkoatletická soutěžní disciplína, skládající se z pěti různých disciplín: 
- běh na 60 m překážek
- skok do výšky
- vrh koulí
- skok daleký
- běh na 800 metrů

Jedná se o obdobu mužského halového sedmiboje. Na otevřených atletických drahách absolvují muži desetiboj a ženy sedmiboj. Podmínky v hale však neumožňují konání některých technických disciplín (hod oštěpem) a je nutno počítat i se zkráceným běžeckým okruhem (v hale měří okruh 200 m, přímá dráha 60 m, pod otevřeným nebem měří okruh 400 m, přímá dráha až 110 m). Proto se halové víceboje liší od venkovních, mají méně disciplín a jejich složení je pozměněno.
Všechny disciplíny halového pětiboje se konají během jediného dne.

## Historie
Do programu halového mistrovství Evropy v atletice byl halový pětiboj poprvé zařazen v roce 1992.
Do programu halového mistrovství světa v atletice byl halový pětiboj poprvé zařazen v roce 1993, jakožto ukázková disciplína. Od roku 1995 je pak halový pětiboj oficiálně součástí programu halového mistrovství světa.

## 10 nejlepších atletek historie
naposledy ověřeno v březnu 2023
| Pořadí | Výkon | Atletka                         | Místo      | Datum           |
| ------ | ----- | ------------------------------- | ---------- | --------------- |
| 1      | 5055  | Nafissatou Thiamová             | Bělehrad   | 3. březen 2023  |
| 2      | 5013  | Natalija Dobrynská              | Istanbul   | 9. března 2012  |
| 3      | 5000  | Katarina Johnsonová-Thompsonová | Praha      | 6. března 2015  |
| 4      | 4991  | Irina Bělovová                  | Berlín     | 15 února 1992   |
| 5      | 4965  | Jessica Ennisová                | Istanbul   | 9. březen 2012  |
| 6      | 4948  | Carolina Klüftová               | Madrid     | 4. březen 2005  |
| 7      | 4927  | Kelly Sothertonová              | Birmingham | 2. březen 2007  |
| 8      | 4896  | Jekatěrina Bolšovová            | Moskva     | 7. únor 2012    |
| 9      | 4881  | Brianne Theisenová-Eatonová     | Portland   | 18. březen 2016 |
| 10     | 4877  | Tia Hellebautová                | Gent       | 11. únor 2007   |

## Vývoj světového rekordu
| Body             | Atletka            | 60 m př. | Výška  | Koule   | Dálka  | 800 m   | Místo    | Datum          |
| ---------------- | ------------------ | -------- | ------ | ------- | ------ | ------- | -------- | -------------- |
| 4768             | Sabine Johnová     | 8,16 s   | 174 cm | 14,76 m | 661 cm | 2:15,63 | Moskva   | 15. únor 1985  |
| 4991             | Irina Bělovová     | 8,22 s   | 193 cm | 13,25 m | 667 cm | 2:10,26 | Berlín   | 15. únor 1992  |
| 5013             | Natalija Dobrynská | 8,38 s   | 184 cm | 16,51 m | 657 cm | 2:11,15 | Istanbul | 9. březen 2012 |
| Ženy na iaaf.org |                    |          |        |         |        |         |          |                |

## Nejlepší pětibojařské výkony vs. světové rekordy
| Disciplína    | Typ                                     | Atletka                                 | Výkon                                   | Body      | Rozdíl v bodech | Ref.  |
| 60 m překážek |                                         |                                         |                                         |           |                 |       |
| ------------- | --------------------------------------- | --------------------------------------- | --------------------------------------- | --------- | --------------- | ----- |
| 60 m překážek | WR                                      | Susanna Kallurová                       | 7,68 s                                  | 1204      |                 |       |
| 60 m překážek | PB                                      | Jessica Ennisová                        | 7.91 s                                  | 1150      | - 54            | [ 2 ] |
| Skok do výšky |                                         |                                         |                                         |           |                 |       |
| WR            | Kajsa Bergqvistová                      | 208 cm                                  | 1345                                    |           |                 |       |
| PB            | Tia Hellebautová                        | 199 cm                                  | 1224                                    | - 121     |                 |       |
| Koule         |                                         |                                         |                                         |           |                 |       |
| WR            | Helena Fibingerová                      | 22,50 m                                 | 1369                                    |           |                 |       |
| PB            | Eva Wilmsová                            | 20,27 m                                 | 1217                                    | - 152     |                 |       |
| Dálka         |                                         |                                         |                                         |           |                 |       |
| WR            | Heike Drechslerová                      | 737 cm                                  | 1299                                    |           |                 |       |
| PB            | Katarina Johnsonová-Thompsonová         | 689 cm                                  | 1135                                    | −164      | [ 3 ]           |       |
| 800 m         |                                         |                                         |                                         |           |                 |       |
| WR            | Jolanda Čeplaková                       | 1:55,82                                 | 1182                                    |           |                 |       |
| PB            | Ester Goossensová                       | 2:04,42                                 | 1048                                    | - 134     |                 |       |
| Celkem        | Součet světových rekordů                | Součet světových rekordů                | Součet světových rekordů                | 6399 bodů |                 |       |
| Celkem        | Součet nejlepších pětibojařských výkonů | Součet nejlepších pětibojařských výkonů | Součet nejlepších pětibojařských výkonů | 5748 bodů | - 651           |       |